# Filifactor alocis
Filifactor alocis è una specie di batterio appartenente alla famiglia delle Peptostreptococcaceae.